# 林紳
林紳（1492年—？），字佩之，號陸川，陝西鳳翔府寶雞縣人，民籍，明朝政治人物。

## 生平
嘉靖七年（1528年）戊子科陝西鄉試第三十九名舉人。嘉靖十七年（1538年）中式戊戌科會試第二百七十名，登第三甲第一百七十四名進士。授河南怀庆府推官。

## 家族
曾祖林秀；祖父林虎，贈知州；父林恭，字子敬，景泰四年癸酉舉人，官顺德知府。嫡母焦氏（封恭人）；生母張氏。永感下。